# Hajrulla Çeku

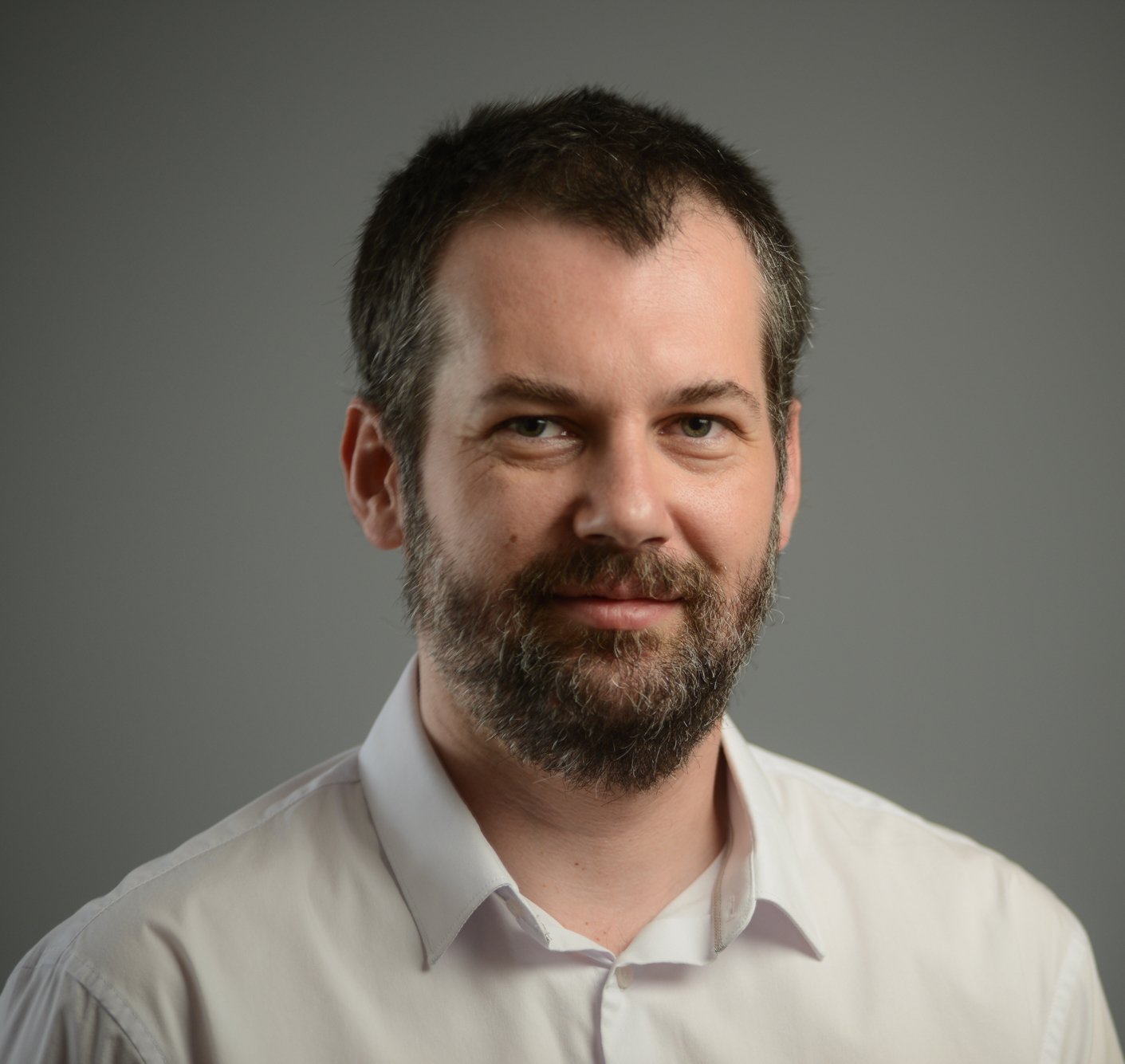
Hajrulla Çeku (2019)

Hajrulla Çeku (geboren am 7. Juli 1983 in Prizren) ist ein kosovarischer Politiker der Partei Lëvizja Vetëvendosje! (LVV). Er ist Minister für Kultur, Jugend und Sport des Kosovo.

## Leben
Çeku studierte an der Universität Prishtina Politikwissenschaft und erwarb einen Master im Fach Lokale Regierung und Entwicklung an der Universität Trient und der Universität Regensburg.
Er engagiert sich für Kulturerbe, Tourismus, Stadtplanung und Umwelt und war an vielen Bürgerinitiativen zum Schutz städtischer Strukturen im Kosovo beteiligt. Außerdem war er Mitglied im Tourismusrat des Kosovo und wirkte mit bei der Ausarbeitung der Politik zum Erhalt des kulturellen Erbes im Kosovo.
Von 2017 bis zu seinem Rücktritt 2018 war Çeku in Albanien unter Minister Blendi Klosi stellvertretender Minister für Tourismus und Umwelt.
2019 trat Çeku der Partei Lëvizja Vetëvendosje! bei. Für diese wurde er bei der Parlamentswahl im Kosovo 2019 zum Abgeordneten des Parlaments der Republik Kosovo gewählt. Dort war er Vorsitzender des parlamentarischen Untersuchungsausschusses zum Privatisierungsprozess im Kosovo, Mitglied des Ausschusses für Landwirtschaft, Forstwirtschaft, ländliche Entwicklung, Infrastruktur und Umwelt und Mitglied des Ausschusses für die Rechte und Interessen der Gemeinschaften und Rückkehr. Er war auch Leiter des Forums für parlamentarische Transparenz und Teil der Gruppe der grünen Abgeordneten.
Bei der Parlamentswahl 2021 wurde Çeku wiedergewählt. Er gab sein Mandat ab und ist seit März 2021 Minister für Kultur, Jugend und Sport im Kabinett Kurti II.